# کارتوگرافی (کتاب)
کارتوگرافی کتابی از جعفر مقیمی و مجید همراه است که در سال ۱۳۷۰ منتشر و در مراسم کتاب سال جمهوری اسلامی ایران به‌عنوان کتاب برگزیده معرفی شد.